# Battistero di San Giovanni (Volterra)
Il battistero di San Giovanni si trova nel centro storico di Volterra, di fronte al Duomo, in provincia di Pisa, diocesi di Volterra.

## L'esterno
A pianta ottagonale, risale alla seconda metà del Duecento.
Il lato prospiciente il Duomo, caratterizzato da un rivestimento a fasce marmoree bianche e verdi, è ornato da un portale romanico attribuibile a maestranze dipendenti da Nicola Pisano. A destra in alto rispetto alla porta principale si può vedere una lastra di marmo di forma rettangolare suddivisa in due parti. Continuando a spostarsi a destra esiste una piccola porta di un ingresso secondario. Sempre all'esterno è possibile vedere al centro delle pareti due finestrelle su due ordini.

## L'interno

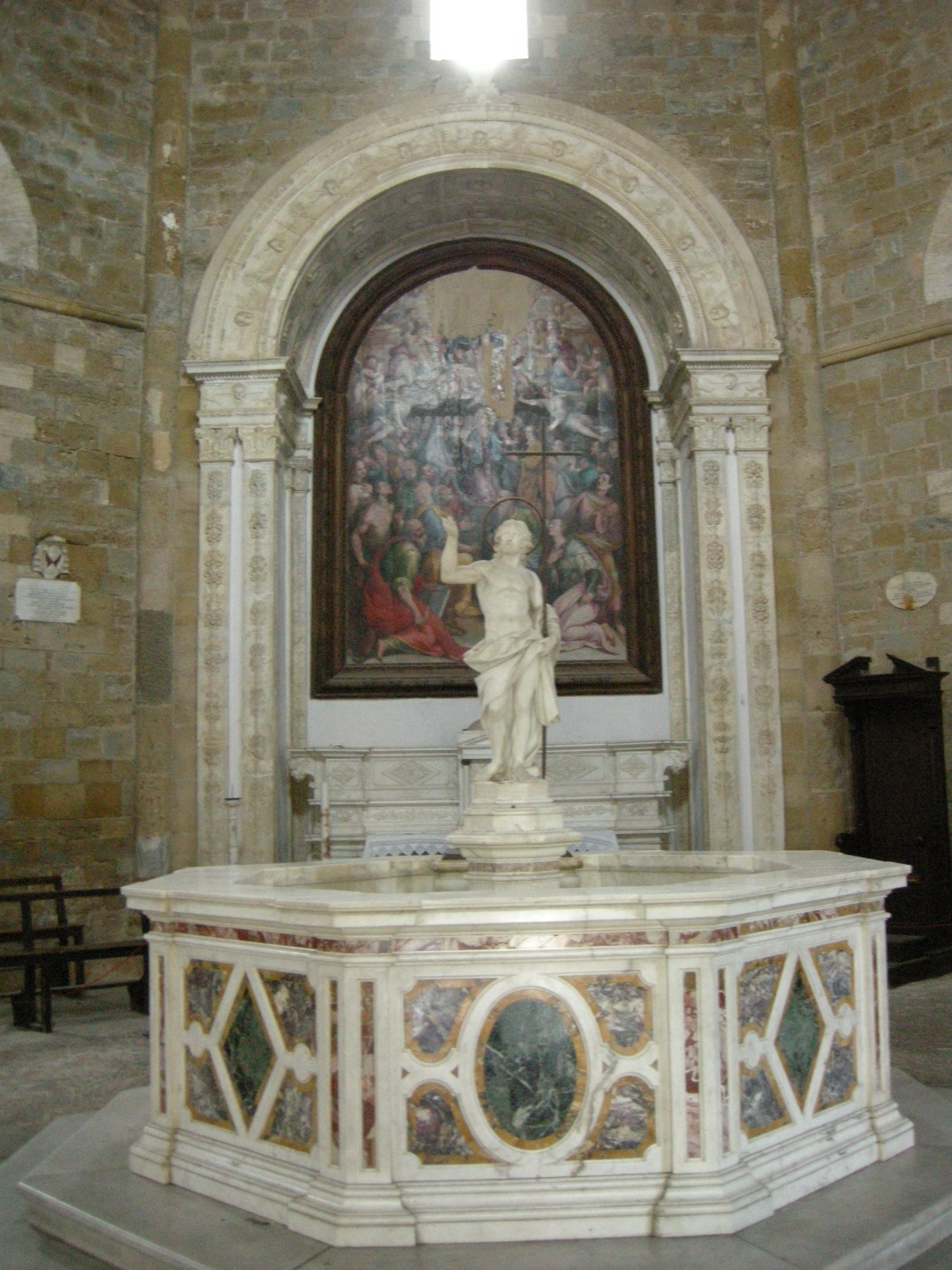
Interno con il fonte battesimale di Giovanni Vaccà

L'interno è mosso da sei nicchie ed è coperto da una cupola. Vi si trova, opposta alla porta principale, un altare risalente alla seconda metà del Settecento.
Le decorazioni della scarsella, che racchiude la tavola dell'Ascensione di Niccolò Cercignani, che si trova sopra all'altare, sono state eseguite dai Balsimelli da Settignano su disegno di Mino da Fiesole. Tale quadro è stato danneggiato nella parte superiore dagli eventi bellici della seconda guerra mondiale.
A destra dell'altare si trova l'antico fonte battesimale eseguito da Andrea Sansovino nel 1502.
La grande vasca battesimale al centro è opera di Giovanni Vaccà (1759), ed è sormontata da una statua di san Giovanni Battista realizzata da Giovanni Antonio Cybei nel 1771.
A destra della porta d'ingresso è presente un cippo sepolcrale etrusco di marmo che è stato rovesciato e scavato e funge da acquasantiera.